# Ludwig Strecker fils
Ludwig Strecker fils (né le 13 janvier 1883 à Mayence, mort le 15 septembre 1978 à Wiesbaden) est un éditeur de musique allemand.

## Biographie
Strecker étudie le droit à l'université Louis-et-Maximilien de Munich, à l'université Humboldt de Berlin et à l'université de Leipzig, où il obtient son doctorat en 1906.
Après un séjour à l'étranger en 1909, il devient copropriétaire la maison d'édition de musique de Mayence B. Schott’s Söhne, dont son père Ludwig Strecker père avait hérité en 1874 de Franz Schott.
À la mort de son père en 1943, Ludwig Strecker prend avec son frère Wilhelm Strecker (également Willy S., né le 4 juillet 1884 à Mayence, mort le 1er mars 1958 à Wiesbaden) la direction de la maison d'édition. En 1956, il en est le seul responsable.
Ludwig Strecker est un mécène convaincu de compositeurs contemporains tels que Werner Egk, Paul Hindemith et Carl Orff. Sous le pseudonyme de Ludwig Andersen, il travaille également comme librettiste.
Un autre frère de Ludwig Strecker est le scénographe et auteur Paul Strecker.
Strecker est l'époux de Friedel Preetorius (1884-1938), fille de l'homme d'affaires de Mayence Wilhelm Preetorius.

## Livrets
- Der große Kalender. Musique : Hermann Reutter. 1933 (première version), 1970 Stuttgart (deuxième version).
- Die Zaubergeige. Musique : Werner Egk. 1935, Francfort.
- Doktor Johannes Faust. Musique : Hermann Reutter. 1936, Francfort.
- Tobias Wunderlich. Musique : Joseph Haas. 1937, Cassel
- Die Hochzeit des Jobs. Musique : Joseph Haas. 1944, Dresde
- Der Igel als Bräutigam. Musique : Cesar Bresgen. 1948, Esslingen (première version), 1951 Nuremberg (deuxième version)

## Source de la traduction
- (de) Cet article est partiellement ou en totalité issu de l’article de Wikipédia en allemand intitulé « Ludwig Strecker der Jüngere » (voir la liste des auteurs).